# Juan Seleky
Johannos (Juan) Seleky (Semarang, 31 augustus 1950) is een Nederlands publicist, ambtenaar, bestuurder en andragoloog van Molukse afkomst. 

## Biografie
Seleky werd geboren in Semarang als zoon van de Molukse KNIL-militair en oud-verzetsman Marcus ‘Max’ Seleky, afkomstig uit de kustplaats Leksula op het eiland Buru, en Maria Christina Soetinah Admidiwirijo, afkomstig uit de stad Solo op Java. Op 12 mei 1951 arriveerde de familie Seleky samen met circa 200 andere Molukse gezinnen in Amsterdam op het troepentransportschip de Groote Beer. Seleky groeide vervolgens op in de voormalige Molukse woonoorden kamp Vught, Stuifzand in Drenthe en Beugelen in Overijssel, en uiteindelijk de Molukse wijk in Hoogeveen. Aldaar doorliep hij de HBS aan het Menso Alting College. In 1968 verhuisde Seleky naar Amsterdam om daar als een van de eerste Molukkers van de tweede generatie te gaan studeren aan de Universiteit van Amsterdam, eerst politicologie, vervolgens andragologie.

## Boeken
Samen met Vrij Nederland-journalist Tessel Pollmann publiceerde Seleky in 1979 bij uitgeverij De Arbeiderspers het boek Istori-Istori Maluku – Het verhaal van de Molukkers. Dit boek schetst de geschiedenis van de Molukse militairen van het Koninklijk Nederlandsch-Indisch Leger in het voormalig Nederlands-Indië en de problematische aankomst in Nederland met hun gezinnen. In 1981 werd dit boek opgevolgd door Terug op de Molukken, dat eveneens verscheen bij De Arbeiderspers. Voor dit boek werd een bezoek gebracht aan Indonesië en de spreekwoordelijke reis naar het voor Molukkers zo belangrijke eiland van herkomst gemaakt. Voor beide boeken werd de fotografie verzorgd door de bekende fotograaf Bert Nienhuis. 

## Bestuurswerkzaamheden
In opdracht van de Landelijke Commissie van Antilliaanse welzijnsinstellingen werkte Seleky als kwartiermaker aan de oprichting van de Plataforma di Organisashonnan Antiano i Arubano (POA), een landelijk platform voor Antilliaanse en Arubaanse organisaties. Vervolgens werkte hij ruim dertig jaar als beleidsambtenaar voor de Gemeente Breda. Daarnaast is Seleky sinds de jaren 80 actief als bestuurder, toezichthouder en adviseur bij diverse maatschappelijke organisaties, met name op het gebied van ouderenzorg en de positie van migrantengroepen, met speciale aandacht voor de Molukse gemeenschap. In maart 2020 deed Seleky een oproep aan koning Willem-Alexander om tijdens het staatsbezoek aan Indonesië ook de Molukken aan te doen, vanwege de eeuwenoude band tussen het koningshuis en de Molukken. Vanwege zijn maatschappelijke verdiensten werd hij bij Koninklijk Besluit van 22 maart 2021 benoemd tot Ridder in de Orde van Oranje-Nassau. Deze koninklijke onderscheiding ontving hij op 26 april 2021 uit handen van burgemeester Depla van Breda. Seleky werd, als voorzitter van de Landelijke Stichting Molukse Ouderen, samen met andere vertegenwoordigers van de Molukse gemeenschap uitgenodigd op het Catshuis voor een bezoek aan minister-president Rutte op 31 augustus 2022. Hierbij overhandigde Seleky een exemplaar van zijn boek Istori-Istori Maluku aan de premier.

## Persoonlijk
Seleky is gehuwd met de Antilliaanse journalist, programmamaker en presentator Désirée Martis, bekend van het radioprogramma Tambú. Samen hebben zij twee zonen: schrijver, presentator, communicatieadviseur en jurist Maurice Seleky, en Eric Seleky, hoofd Marketing en Communicatie bij het internationale mensenrechtenfilm- en debatfestival Movies That Matter. 